# Kerplunk!
Kerplunk! ist das zweite reguläre Studioalbum der US-amerikanischen Punkrock-Band Green Day und erschien im Jahr 1992.

## Hintergrund
Nach dem Weggang des Schlagzeugers John Kiffmeyer ist Kerplunk! das erste Album mit seinem Nachfolger Tré Cool. Neben den 12 regulären Albumsongs enthält die CD-Version von Kerplunk! die vier Lieder der 1990 veröffentlichten EP Sweet Children – entsprechend spielte dort noch Kiffmeyer Schlagzeug.
Obwohl Kerplunk! es nicht in die US-amerikanischen Charts schaffte, erreichte es 2003 Platin-Status.
Der Ausdruck Kerplunk! bezeichnet unter anderem das polternde Geräusch eines herabfallenden Gegenstandes, ist aber auch der Name eines Kinderspiels ähnlich Mikado, bei dem Holzstäbchen aus einem Plastikzylinder herausgezogen werden müssen, ohne die daraufliegenden Murmeln zu Fall zu bringen.

## Titelliste
1. 2,000 Light Years Away – 2:24
2. One for the Razorbacks – 2:30
3. Welcome to Paradise – 3:30
4. Christie Road – 3:33
5. Private Ale – 2:26
6. Dominated Love Slave – 1:42 (Tré Cool)
7. One of My Lies – 2:19
8. 80 – 3:39
9. Android – 3:00
10. No One Knows – 3:39
11. Who Wrote Holden Caulfield? – 2:44
12. Words I Might Have Ate – 2:32

Bonustitel CD-Version
1. Sweet Children – 1:41
2. Best Thing in Town – 2:03 (Billie Joe Armstrong, Mike Dirnt)
3. Strangeland – 2:08
4. My Generation – 2:19 (Pete Townshend)

Sofern nicht anders angegeben, wurden die Lieder von Billie Joe Armstrong geschrieben. Bei Dominated Love Slave sang Tré Cool, während Billie Joe Armstrong Schlagzeug spielte. Welcome to Paradise wurde für das Nachfolgealbum Dookie neu aufgenommen. My Generation ist ein Cover der britischen Band The Who.